# 안양현
안양현(한국어: 안양현, 중국어: 安陽懸, 병음: Ānyáng Xiàn)은 중화인민공화국 허난성 안양시의 현급 행정구역이다. 넓이는 1196km2이고, 인구는 2007년 기준으로 970,000명이다.

## 지리
서북쪽은 높고 동남쪽은 낮다. 최고점의 해발고도는 674m, 최저점의 해발고도는 54.5m이다. 연평균 기온은 14.1℃이고 연평균 강수량은 606.1mm이다.

## 행정 구역
7개 진, 14개 향을 관할한다.
- 가도: .
- 진: 水冶镇, 铜冶镇, 善应镇, 柏庄镇, 白壁镇, 曲沟镇, 吕村镇.
- 향: 蒋村乡, 伦掌乡, 都里乡, 磊口乡, 许家沟乡, 马家乡, 崔家桥乡, 安丰乡, 洪河屯乡, 韩陵乡, 永和乡, 瓦店乡, 北郭乡, 辛村乡.